# Panorama
|  | Per a altres significats, vegeu «Panorama (desambiguació)». |

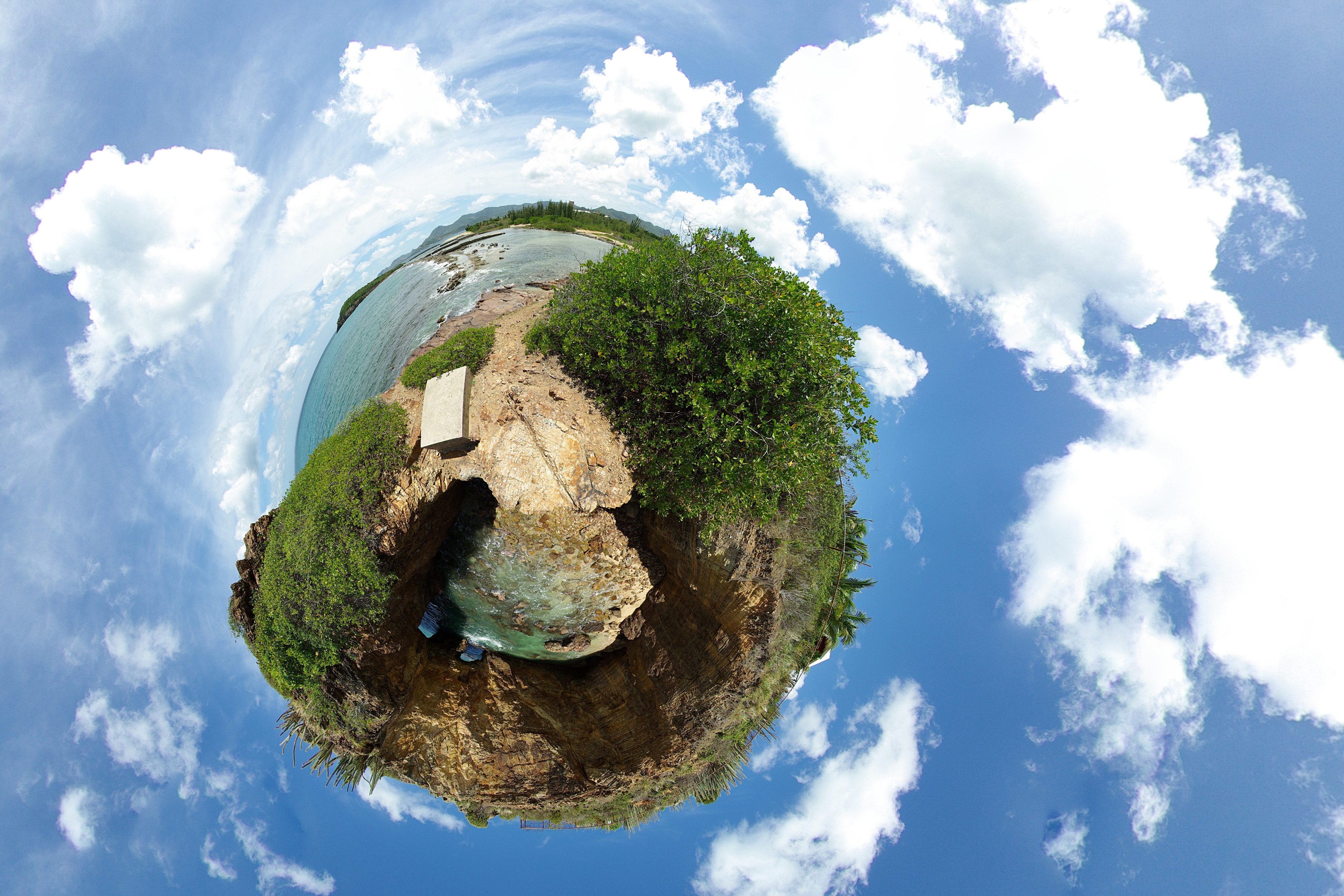
Un panorama de 360° amb projecció estereogràfica

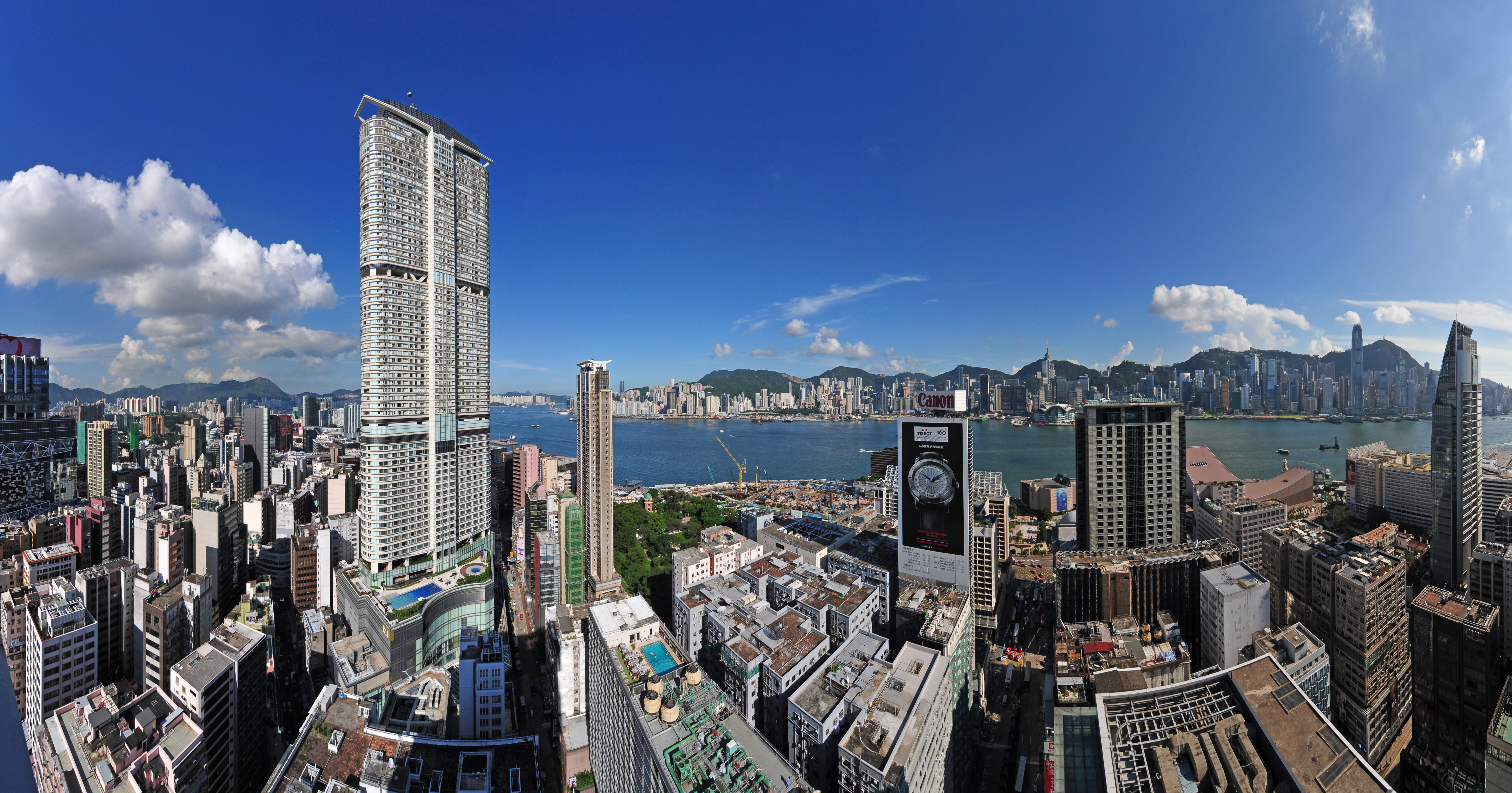
270°

Un panorama (paraula formada del grec πᾶν "tot" + ὅραμα "vista") és qualsevol vista en angle ampli o representació d'un espai físic, ja sigui en pintura, dibuix, fotografia, pel·lícula/video o model tridimensional. El Panorama juntament amb el Diorama són una evolució lògica de la pintura emmarcada en quadres com a resultat de l'intent dels artistes de superar els límits de l'enquadrament: un objectiu que el llenguatge cinematogràfic assolirà de manera completa.
"L'espai del Panorama no era només contemplatiu, sinó que les seves representacions narraven un fet històric. Víktor Xklovsk planteja que l'estranyament de la visió del panorama es produeix quan es pot veure un esdeveniment quotidià des d'una perspectiva diferent mai abans experimentada. Bertolt Brecht, planteja que el estranyament es produeix quan l'observador no s'identifica amb allò representat, provocant una distància amb la qual s'obté un aprenentatge. Per tant, es vinculen dos estranyaments al Panorama: l'espacial i el narratiu. El estranyament espacial, és el que es genera a partir del canvi d'atmosfera, i així el observador pot (re) conèixer el seu context quotidià (la ciutat) des d'una nova perspectiva, en fa la representació del paisatge. El estranyament narratiu es vincula a la relació que té l'observador amb la representació, ja que a l distanciar-se del relat que jeu darrere de la imatge, és capaç de ser consent que allò representat és una abstracció amb la qual pot ser crític i obtenir un aprenentatge."

## Història

### Antecedents
Cap a finals del segles XVIII comenta un corrent artístic de gran èxit popular consistent en fer quadres de mida enorme representat escenes espectaculars o de gran interès com ara batalles, coronacions de reis o emperadors etc. Sembla clar que s'estaven formant els interessos i les condicions socials i sociològiques que fan avui dia atractius el cinema i la televisió, però també els d'altres mitjans de comunicació com ara les revistes del cor. El Panorama neix en un context, en el qual els espais de representació i comunicació estaven obrint-se a les masses, ja que aquests espais eren exclusius per a persones de poder. La necessitat de les masses per contemplar objectes estètics, els avenços de l' ésser humà i els descobriments del món, cada vegada eren més freqüents. D'aquesta manera, l'invent de Barker (la tècnica panoràmica), es desenvolupa en una necessitat de conèixer i experimentar amb el món. El Panorama de Leicester Square (1793) destaca per ser la primera edificació que suporta un llenç de 360 °, la qual va representar un paisatge naval. Degut al poder de certes classes dins la societat, tenint en compte el seu context històric, feia que el panorama no pogués transmetre cap ideologia.
Un dels primers d'aquests quadres va ser pintat als 19 anys per Robert Ker Porter sobre una idealitzada batalla dels anglesos a l'Índia, "The Storming of Seringhapatam" que va tenir gran èxit a Londres el 1799. Amb la mateixa finalitat de transcendir l'enquadrament, cap els anys 80 dels segle xviii (1780) un retratista d'Edimburg anomenat Robert Barker va tenir la idea de crear un quadre continu sobre la superfície interior d'un cilindre. Per aconseguir això va inventar un bastidor giratori que va patentar el 1787. Al 1788 va exhibir amb gran èxit una vista d'Edimburg a una sala de Haymarket a Londres. L'efecte s'aconseguia submergint completament els espectadors en la imatge. La part superior del quadre s'amagava amb un dosser o teló, de manera que l'espectador, envoltat completament per la imatge, no tenia cap enquadrament o punt de referència exterior al quadre. Al 1797, Barker dona al seu invent el nom de "Panorama" (del grec "visió global") i al 1794 inaugurà la seva primera sala permanent a Londres al nord de Leicester Square. Fins que va tancar el 12 de desembre de 1863 va funcionar contínuament amb molt èxit. En aquest edifici l'espectador podia contemplar dos quadres, el més gran dels quals tenia 86 metres de circumferència. Les teles es canviaven fins i tot un cop l'any, freqüència extraordinària si es pensa en la dificultat de pintar quadres d'aquesta mida. Els temes representats acostumaven a ser paisatges com ara Constantinoble, Nova York, Berlín o el cementiri de Père Lachaise a Paris, esdeveniments d'actualitat com la coronació de Geroge IV, o batalles com les d'Egiste, Vitorià, etc.
Anys mé stard, cap als anys 50, amb l'invenció de la televisió s'optarà per cridar l'atenció a les masses per a que tornessin a anar al cinema. Gràcies a aquest invent, tenint en compte lapanoràmica naixeran formats com el cinerama per fer més immersiva l'experiència de l'espectador.

### Els primers Panorames
Amb la mateixa finalitat, també en la mateixa època un retratista d'Edimburg, Robert Barker, va crear un quadre continu sobre la superfície d'un cilindre. Per poder pintar un quadre de tan grans dimensions, el 1878 va patentar un bastidor giratori. Un any després, va exhibir amb gran èxit una vista d'Edimburg a una sala de Haymarket a Londres. L'efecte s'aconseguia submergint completament els espectadors en la imatge. La part superior del quadre s'amagava amb un dosser o teló, de manera que l'espectador, envoltat completament per la imatge, no tenia cap enquadrament o punt de referència exterior al quadre. Els efectes de so i de llum van contribuir al seu entorn il·lusori. A aquest invent li va donar el nom de "Panorama", que en grec vol dir "visió global". L'any 1791 va inaugurar a Londres la seva primera sala permanent on l'espectador podia contemplar dos quadres, el mes gran dels quals media 86 metres de circumferència. Els temes representats acostumaven a ser paisatges, esdeveniments de l'actualitat o batalles.
Per altra banda, és interessant senyalar, la importància que va tenir la tradició topogràfica del segle xvii a Anglaterra en l'origen i el desenvolupament del Panorama. L'arribada de Canaletto a Londres l'any 1746 va potenciar notablement l'escola topogràfica de pintors anglesos, que varen popularitzar les vistes de Londres amb detallats edificis delineats pel pinzell, fet que suggereix una demanda per aquest tema.
En altres ciutats del món es van imitar les panoràmiques, per exemple a la ciutat de Nova York es va exhibir un panorama representant la ciutat de Jerusalem. També als Estats Units es va inventar el panorama giratori, que es tractava d'un llenç molt llarg que s'anava desenrotllant i enrotllant en dues grans bobines, de manera que els espectadors veien sobre l'escenari una imatge canviant que podia descriure la història d'una batalla o d'una tempesta, per exemple. D'un d'aquests panorames giratoris, el de John J. Egan es deia, sense que sigui cert, que tenia de llenç tres milles de llarg; es conserva avui dia al Museu de Pensilvània.
El punt àlgic dels panorames va ser durant el 1830, després es va esbair i va ser restablert els anys 80 i 90. Dels centenars de panoràmiques primitives que es van generar durant el segle xix, gairebé tots han estat destruïts, a causa de les seves grans dimensions, per culpa dels trasllats o incendis acabaven danyats, i això comportava un increment del capital. El seu últim rastre es troba en els fons pintats en els diorames dels museus d'història natural. I a excepció de les pel·lícules de pantalla ampla, la tradició del panorama ha acabat desapareixent.

### Panorama a Catalunya[4]
Entre tots els panorames presentats a Barcelona, el que assolí una major popularitat va ser el Panorama de Plewna, que es va inaugurar el març de 1888, i estava pintat per Paul Philippoteaux i edificat per Antoni Rovira i Rabassa. La reconstrucció detallada de la baralla de Plewna, que havia tingut lloc entre russos i turcs en terres bulgares, va batre tots els rècords d'assistència.
Aquest mateix any, van coincidir el Panorama Montserrat del pintor Fèlix Urgellès i l'escenògraf Miquel Moragues, i el Waterloo del pintor Charles Verlat i l'escultor Frans Joris.
Amb l'entrada en els anys noranta i seguint els anuncis apareguts als diaris barcelonins, és fàcil saber què van ser especialment importants el panorama Imperial (1892) i el Diorama Animado instal·lat per Salvador Alarma. Aquest diorama va esdevenir ben aviat el primer centre d'operacions de Fructuós Gelabert, iniciador del cinema barceloní. A més a més, va ser en aquests diorames i panorames on treballaren persones que, posteriorment, ho farien al cinema.

## En pintura
Aquesta paraula va ser encunyada originàriament pel pintor irlandès Robert Barker per descriure les seves pintures panoràmiques de la ciutat d'Edimburg. El panorama era un pintura de 360 graus de gran format que s'exhibia en una superfície cilíndrica i s'observava des de l'interior. En el moment de la seva invenció, es considerava que cap altre mètode de representació d'objectes era capaç de donar una idea tan exacta de l'aparença d'un lloc vist des d'un punt concret.
Barker va patentar aquest nou mitjà audiovisual l'any 1787 sota el nom de "panorama" o "La Nature à Coup d'Oeil" (la natura a simple vista). La paraula panorama apareix per primer cop a la impremta l'11 de juny de 1791 al diari anglès The Morning Chronicle, fent referència a l'espectacle visual de Robert Barker. L'exposició inaugural, titulada "Vista d'Edimburg", es va fer pública l'any 1788 a la mateixa ciutat d'Edimburg i es va transportar a Londres l'any següent.
Després de la seva estrena, el panorama va convertir-se en una forma d'entreteniment molt popular per representar paisatges i esdeveniments històrics. Aquesta popularitat va assolir el seu màxim al voltant de l'any 1840, especialment a Gran Bretanya i als Estats Units d'Amèrica.
Això va ser degut a l'aparició del que es va denominar Panorama en moviment (Moving Panorama), precisament als Estats Units. El panorama en moviment s'anava desenrotllant gradualment i permetia als espectadors anar descobrint un paisatge que no deixava de canviar. Un exemple d'aquest tipus de panorames van ser els del riu Mississipi, el primer dels quals va ser probablement obra de Samuel Adams Hudson l'any 1838. Cadascuna de les escenes estava explicada per un narrador i anava acompanyada de la música d'un piano. De la mateixa manera que en altres casos, aquest panorama va anar seguit dels d'altres artistes. Cal destacar el panorama del mateix riu de John Banvard que, en el seu moment, va ser anomenat la pintura més gran del món i “la millor obra d'art mai executada per un sol individu”. La seva obra consistia en 39 escenes i va ser exposada en primer lloc a Louisville, on no va tenir gens d'èxit. Després va ser exhibida durant més d'un any a Boston i fins i tot es va transportar a Londres.
Normalment es començava a pintar pel cel. Un artista coordinava la feina des d'una plataforma central, per indicar les correccions als altres artistes, la posició dels quals no permetia percebre el que pintàven en una perspectiva apropiada, aquesta supervisió va estar, a vegades, en nom de famosos com Daguerre o Prevost. L'equip artístic estava compost també per especialistes en paisatge, arquitectura, anatomia humana i animals.
«La arquitectura comença a emanciparse de l'art amb las construccions de ferro; la pintura ho fa amb els Panorames». Amb aquestes paraules anunciava Walter Benjamín que els panorames suposaven una revolució en la relació de l'art amb la técnica, així com l'expressió de un nou sentiment vital en el segle xix.
No obstant això, el panorama original no va trigar a ser suplantat per la fotografia, que proveïa més i millor informació, i aquests nous panorames van ser eclipsats aviat per la invenció de les imatges en moviment.
A Europa, les ciutats més importants comptaven amb un edifici construït amb el propòsit d'exhibir panorames i destacaven sobretot els que representaven esdeveniments històrics com, per exemple, batalles. Els conservadors del Museu de Londres van trobar constància de 126 panorames que van ser exhibits al museu entre 1793 i 1863. No obstant això, a partir de l'últim terç del segle xix, la popularitat dels panorames va començar a disminuir notablement a Europa, mentre que als Estats Units d'Amèrica va experimentar una recuperació parcial. A aquesta època, però, els panorames van començar a ser més comunament coneguts com a Ciclorames. Pel que fa als artistes, entre els europeus cal destacar la figura del pintor rus Franz Roubaud.
Stephan Oetterman afirma que la pèrdua del panoràma és un error per la societat. Eren una eina de visió del món com un fenomen consecutiu. Oetterman suggereix que l'abast visual dels panorames era políticament liberal, alhora que socialment dominant. Afegeix que es pot veure un cert paral·lelisme entre un agricultor i l'espectador del panorama: la construcció del panorama està presentada com un pasiatge que envolta l'observador però que és intocable, representa l'acte del recinte i l'idealitza al mateix temps.
El públic d'espectadors no era només l'augment de la petita burgesia de les ciutats que podien gaudir d'un preu modest d'entrada per poder veure una pintura alternativa fins ara reclosa en col·leccions reals i privades, més important, els panorames atenien la percepció d'una classe mitjana energètica prenent el relleu a la vella ordre dinàstica. Per tant, el Panorama va deure la seva gran popularitat a una cultura visual de medi de masses, basada en un afany de saber i conèixer, fruit de la filosofia positivista de l'època.

### Els panorames i David Friedrich
Enfocs estètics similars al panorama es troben, també en pintures de Gaspar David Friedrich. Un exemple és: "el caminant sobre la boira" que data del 1818. Igual que l'espectador en la plataforma central d'una rotonda panoràmica, el viatjer de Fiedrich s'eleva sobre una roca, en mig d'un extens paisatge que l'envolta. Per altra banda, la neu cobreix les muntanyes i emergeix davant seu, produint la impressió que la il·luminació be del fons. Aquesta disposició lumínica recorda al Panorama. Oetterman ha suggerit cert contingut social en els quadres de Friedrich "el que Fiedrich oferiría en les seves pintures no sería tant un panorama com una pintura del món vista com un panorama". En els seus quadres amb figures vistes d'esquena, Friedrich descriu paisatges no transformats per l'home. «Són paisatges deshabitats i impenetrables que semblen desafiar qualsevol sentit de propietat de la terra.» Aquesta apropiació de la naturalesa que ofería Friedrich apareix com un principi bàsic del panorama: la gent que no era propietaria de terres podien disfrutar d'una peculiar apropiació visual del camp a canvi d'un tiquet d'entrada al Panorama.

### El panorama i la revista il·lustrada d'actualitat
És curiós que tota aquesta complexitat tècnica del panorama guardi certa similitud amb un altre fenomen artístic marginal: la revista il·lustrada d'actualitat, que al igual que el panorama, va adquirir en el segle xix una rellevància especial com a fenomen de masses. L'èxit d'aquestes revistes es donava també gràcies a una detallada divisió de treball, amb artistes corresponsals que recollien l'esborrany in situ, dibuixants d'estudi, i un equip de xilògrafs grabadors.
Tant la revista il·lustrada com el panorama compartien un medi social receptiu a la informació i al entreteniment, i coincidien en el desig de posar a l'abast d'un públic massiu, entre altres temes, esdeveniments de la vida d'una nació. En ambdues tècniques es va descobrir aviat que la guerra era un dels temes de major èxit. Al igual que en la guerra civil americana, els lectors buscàven reconèixer als seus familiars en estampes de les revistes, era usual la visita d'un antic soldat a un panorama de tema bèl·lic, acompanyat de familiars i amics, per mostrar-los "in situ" la seva participació en la batalla.

## En la fotografia
El pintor Louis-Jaques Mandé Daguerre, veient l’èxit que tenia el panorama en la pintura i l'entreteniment, va inventar el diorama i va perfeccionar el format fotogràfic. Daguerre va treballar algun temps com a ajudant de Pierre Prévost, l'escenògraf que va popularitzar els panorames en bona part d'Europa. Aquest fet va ser el causant de la invenció dels diorames. El diorama era una instal·lació amb il·luminació i so, que embolicava als espectadors simulant estar en el centre d'una batalla o una ciutat, donant-li un efecte d'espectacle. En la dècada de 1820, Daguerre va començar a fer experiments, i compartir descobriments i interessos amb Joseph Nicéphore Niépce. Això va acabar culminant en el “daguerreotip”, presentat a París el gener de 1839.
Poc després de la creació del daguerreotip el 1839, quatre anys més tard, els fotògrafs van començar a fer composicions de diverses imatges en una sola de més ampla, la fotografia panoràmica. El 1843, Joseph Puchberger, d'Àustria, va construir una cambra per a plaques de daguerreotip de 19 x 24 polzades i una cobertura de 150º. No obstant això, i encara que aquest darrer invent va ser seguit per d'altres, cada vegada amb més regularitat, els primers models circulaven poc i tenien deficiències. Per aconseguir un “panorama” s’havien de fer diverses preses i integrar les plaques en una unitat. França, Anglaterra, els Estats Units, Alemanya i el Canadà van dominar la producció de diverses desenes de models de màquines per a aquest format. Aquest va ser aprofitat en diferents llocs i ocasions com en les casernes militars i camps de batalla, en les expedicions i registres de regions senceres, per a grups grans com per exemple en festes i reunions especials- i, per descomptat, per a prendre testimoniatges de ciutats i paisatges. Entre totes les cambres panoràmiques que s'han fabricat durant 170 anys es poden classificar tres tipus bàsics, atenent el seu mecanisme de funcionament:
1. Les de “gran angle”, una càmera pràcticament convencional que es distingeix simplement per tenir “fotogrames més amples” (la proporció més comuna és 1 a 1.5, per exemple 4 x 6 polzades)
2. Les de lent oscil·lant, en les quals l'objectiu es pot moure sobre el seu propi eix, reflectint la imatge sobre un negatiu disposat en forma de semicercle.
3. Les rotatives, capaces de girar en 360è sobre un punt fix.

Durant el segle xix van predominar les càmeres de lent oscil·lant, amb un angle de visió de 120 fins a 180 graus. L'ús del procés de la placa humida va permetre als fotògrafs prendre imatges girant en seqüències de dues fins a deu preses, per a formar una vista panoràmica. Amb la invenció de la pel·lícula flexible es va habilitar la fabricació de càmeres panoràmiques que van utilitzar mecanismes de rotació del lent en un mig cercle. Encara que totes aquestes càmeres van aconseguir superar el format de visió humana, en estricte sentit, les fotografies panoràmiques són les que s'aconsegueixen amb una càmera rotativa, capaces de realitzar un gir de 360° -com en el panorama de Baker.
Una imatge panoràmica mostra tot el que es veu en una escena; usualment es tracta de preses de paisatges, de vistes arquitectòniques o de ciutats i es caracteritza per l'ampli horitzó visual que cobreix. En altres paraules, la imatge és dues vegades més àmplia que i és pressa en format vertical. Amb aquesta tècnica fotogràfica s’aconsegueix una imatge en forma de tira allargada.
Un dels aspectes clau d’aquesta tècnica és la lent, perquè pot fer un moviment horitzontal mentre que la cambra es manté fixa. D’aquesta manera, la pel·lícula es guarda en un compartiment corb que permet mantenir la distància amb la lent durant el recorregut visual o paneig que realitza el fotògraf. Entre les limitacions amb les quals es pot topar el fotògraf, cal destacar, el reduït angle vertical i el defecte de la distorsió òptica causada pel moviment de pel·lícula en corba. Aquest efecte es el que confereix una peculiar expressivitat a les panoràmiques.
Cap el 1858, el francès Désiré Charnay va realitzar la que es considera la primera fotografia panoràmica de la ciutat de Mèxic. D'acord amb les possibilitats tècniques d'aquesta data primerenca, l'autor va obtenir un “fals panorama”, és a dir, una unitat, d'1.99 metres de llarg, en ajuntar cinc imatges fixades en plaques de vidre de 28.5 x 41 centímetres, que van abastar un angle visual aproximat de 150°.

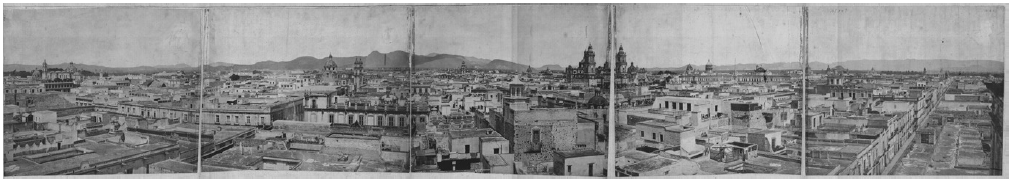
Primera fotografia panoràmica de la ciutat de Mèxic (1858)

Cap el canvi de segle, la tècnica de múltiples preses es va mantenir vigent, també es van fer més accessibles les cambres giratòries i va augmentar el nombre de fotografies panoràmiques en una sola peça. No obstant això, els rangs de cobertura van oscil·lar en la gran majoria dels casos entre els 90° i els 180°, és a dir, les preses de 360° i encara les de 270° no es van freqüentar. La fotografia digital de finals del segle xx va simplificar significativament aquest procés.
Actualment qualsevol càmera digital serveix per realitzar fotografia panoràmica. L'únic requisit indispensable és que els mecanismes reguladors de l'exposició,(velocitat d'obturació, diafragma i sensibilitat ISO) siguin blocables. D'aquesta manera, acaben sent preferibles aquelles càmeres digitals que funcionin en manera totalment manual. Un dels altres elements que acabaran de fer una panoràmica excel·lent és l'ús del trípode i disparador de cable perquè impediran les vibracions i seran més exactes. Per acabar només ens fa falta configurar la càmera. En primer lloc, utilitzarem l'exposició en mode manual, que ens permetrà garantir les exposicions correctes, de la mateixa manera que l'enfocament manual així ens assegurarem que l'enfocament té el mateix valor en tota la sèrie.

## En cinema
En cinema, el terme panorama/panoràmica es refereix a la rotació de la càmera sobre el seu propi eix, ja sigui en vertical, diagonal o horitzontal. És un moviment de càmera i pot tenir diferents objectius:
- Descripció: Mostrar un espai, acció...
- Acompanyar: Seguir un personatge, acció...
- Relacionar: Quan hi ha la intenció d'establir una relació entre personatges o objectes...

Tipus de panoràmiques:

Gif panoràmic de 360 graus amb petites panoràmiques verticals intercalades.

- Horitzontal: Rotació de la càmera de dreta a esquerra o en sentit contrari, anomenada 'Pan'.
- Vertical: Moviment de dalt a baix o en sentit contrari, anomenada 'Tilt'.
- Sobre el propi eix òptic: Anomenada 'Roll', pot ser en CW, quan la direcció del moviment és la de les agulles del rellotge o CCW (ACW), quan es mou en sentit invers.
- Obliqua: Moviment en diagonal de la càmera. Si s'utilitza trípode, aquest no hauria d'estar anivellat, això facilita el moviment de la càmera.
- Circular: Gir de la càmera en 360 graus.
- Escombrat: Panoràmica molt ràpida que provoca un sentit de caos a l'espectador, ja que no aconseguix veure les imatges que s'enregistren. S'utilitza com a transició.

Aspectes a tenir presents:
- Solen fer-se amb un trípode, tot i que també es poden fer càmera en mà.
- El moviment ha de començar amb un enquadrament fixe i ha d'acabar amb un enquadrament fixe.
- La panoràmica més fluida sol ser en direcció cap a la dreta, i si es fan més d'una seguida, és important mantenir la mateixa direcció.
- Moviment que no hauria de superar el 150 graus.[17]

## Galeria

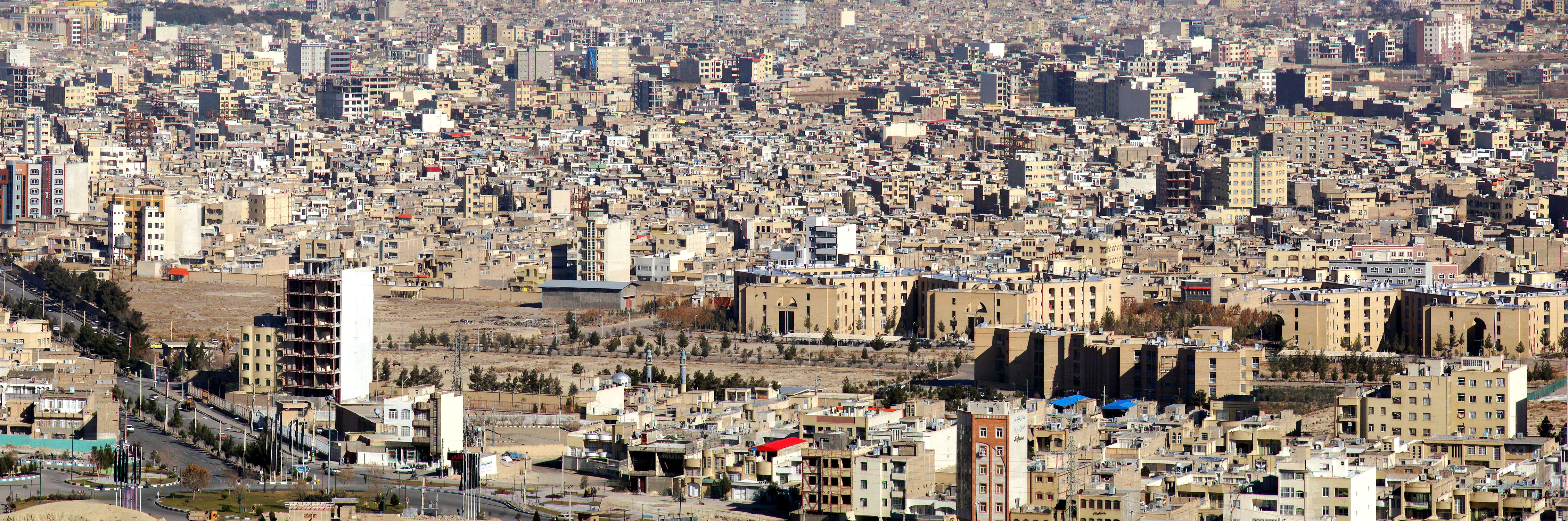
qom Panorama